# Верхнефракийская низменность
Верхнефраки́йская ни́зменность, Мари́цкая ни́зменность (болг. Горнотракийска низина) — самая обширная низменность в республике Болгария. Является частью более крупной историко-географической области Фракия, которая в Болгарии часто ассоциируется с низменностью, хотя ею не ограничивается. Является одной из географических областей страны, расположенной в Краищенско-Тунджанской зоне Балканского полуострова.

## Географическое положение, границы и рельеф
Верхнефракийская низменность охватывает среднее течение реки Марица, а потому часто именуется также и Марицкая низменность.
Низинный рельеф простирается от гор Средна-Гора — на севере, Родоп — на юге, от Моминского ущелья на западе и до Манастирских возвышенностей, Светиилийских возвышенностей и Сакара — на востоке.
Длина низменности — 180 км, а ширина — 50 км. Площадь — 6 тыс. км². Средняя высота над уровнем моря — 168 м.
Чирпанские возвышенности и возвышенность Драгойна делят низменность на 2 части:
- Восточная Верхнефракийская низменность (Старозагорская равнина)
- Западная Верхнефракийская низменность (Пазарджикско-Пловдивская равнина)